# 1912 Anubis
1912 Anubis (6534 P-L) là một tiểu hành tinh vành đai chính được phát hiện ngày 24 tháng 9 năm 1960 bởi Cornelis Johannes van Houten và Ingrid van Houten-Groeneveld ở Leiden from Schmidt plates taken ở Đài thiên văn Palomar bởi Tom Gehrels. Nó được đặt theo tên the jackal-headed Egyptian god Anubis.